# Stilbula insularis
Stilbula insularis is een vliesvleugelig insect uit de familie Eucharitidae. De wetenschappelijke naam is voor het eerst geldig gepubliceerd in 1908 door Cameron.